# Piano (isola)

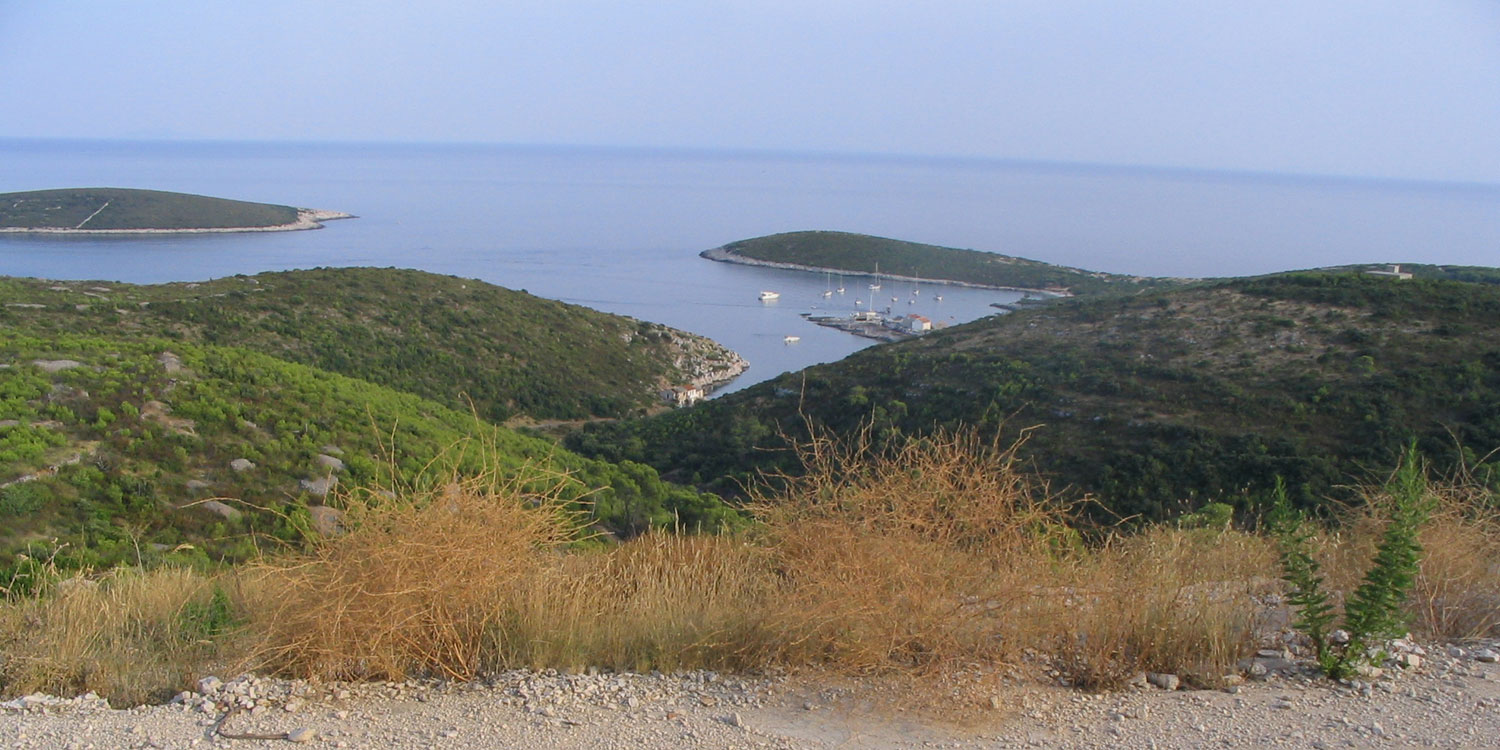
Porto Manego e Piano (a sinistra)

Piano, Raunich o Ravanik (in croato: Ravnik) è un piccolo isolotto disabitato dell'arcipelago di Lissa, si trova nel mare Adriatico e appartiene alla Croazia. Amministrativamente fa parte del comune della città di Lissa, nella spalatino-dalmata.
L'isolotto è situato di fronte alla baia di Porto Mànego (luka Rukavac) e all'omonimo villaggio (sulla costa sud-orientale di Lissa) e a sud-ovest dell'isolotto Budinaz (Veli Budikovac). Piano ha una superficie è di 0,267 km², la costa lunga 2,74 km  e l'altezza massima di 38,5 m. Piano è nota per la sua bella Grotta Verde (Zelena Špilja).

### Cartografia
- (HR) Mappa topografica della Croazia 1:25000, su preglednik.arkod.hr. URL consultato il 14 gennaio 2017.
- G. Giani, Carta prospettiva delle Comuni censuarie della Dalmazia, foglio 8, 1839. Fondo Miscellanea cartografica catastale, Archivio di Stato di Trieste.